# Wystarczy
Wystarczy – ostatni tom poetycki Wisławy Szymborskiej wydany (pośmiertnie) w 2012 w Krakowie przez Wydawnictwo a5. 
Tom zawiera trzynaście utworów.
Uroczysta premiera tomu odbyła się w Teatrze Ateneum w Warszawie. Wiersze poetki czytali Piotr Fronczewski i Agata Kulesza.